# فالستون (مریلند)
فالستون (به انگلیسی: Fallston) شهری در ایالت مریلند کشور ایالات متحده آمریکا است که جمعیت آن در سرشماری سال ۲۰۱۰ میلادی، ۸٬۹۵۸ نفر بوده‌است.